# Super Bad (canção)
"Super Bad" é uma canção escrita e gravada por James Brown em 1970. Originalmente como single de três partes, alcançou o número 1 da parada R&B e número 13 da parada Billboard Hot 100. A letra da canção inclui o refrão "I've got soul and I'm super bad." O uso positivo da palavra "bad" (em português:  mau) é um exemplo da reapropiação linguística, que Brown já tinha feito em "Say It Loud – I'm Black and I'm Proud".
A canção inclui um solo de saxofone tenor de Robert McCollough, durante o qual Brown grita "Blow me some Trane, brother!"
Uma versão com reverb e overdub com aplausos foi lançada em 1971 para o álbum do mesmo nome. James apresentou a canção no programa de TV Soul Train em 10 de fevereiro 1973.
O grupo britânico MARRS em sua canção Pump Up the Volume sucesso número um no Reino Unido em 1987 sampleia a frase "Watch Me" da canção.

## Músicos
- James Brown - vocais

com os The J.B.'s:
- Clayton "Chicken" Gunnells - trompete
- Darryl "Hasaan" Jamison - trompete
- Robert McCollough - saxofone tenor
- Bobby Byrd - orgão
- Phelps "Catfish" Collins - guitarra
- William "Bootsy" Collins - baixo
- John "Jabo" Starks - bateria
- Johnny Griggs - congas[5]

## Posições nas paradas
| Parada (1970)          | Pico |
| ---------------------- | ---- |
| U.S. Billboard Hot 100 | 13   |
| U.S. Billboard R&B     | 1    |